# Peter Gercke
Peter Gercke (* 22. September 1938 in Hamburg) ist ein deutscher Klassischer Archäologe.
Peter Gercke studierte Klassische Archäologie, Gräzistik und Philosophie an den Universitäten Marburg und Hamburg. Er wurde 1966 mit der Arbeit „Satyrn des Praxiteles“ bei Ulf Jantzen in Hamburg promoviert. Anschließend absolvierte er 1966/67 ein Museumsvolontariat an der Kasseler Antikensammlung und war von 1968 bis 1971 Referent am Deutschen Archäologischen Institut Athen. Mit einem Stipendium der Deutschen Forschungsgemeinschaft arbeitete er 1971/72 für die Grabung in Tiryns. 1973 wurde Gercke Kustos der Kasseler Antikensammlung im Schloss Wilhelmshöhe. Gastprofessuren und Lehraufträge hatte er seit 1976 an der Indiana University Bloomington, der Universität Marburg und der Universität Kassel, 1982 wurde er zum Honorarprofessor an der Universität Kassel ernannt. Von 1983 bis zu seinem Ruhestand 2003 war er neben seiner Tätigkeit für die Antikensammlung stellvertretenden Direktor der Staatlichen Museen Kassel. Er war von 1986 bis 2018 Vorsitzender der Kurhessischen Gesellschaft für Kunst und Wissenschaft.
Peter Gercke nahm an Ausgrabungen in Italien, Griechenland und der Türkei teil. Er kuratierte zahlreiche Ausstellungen und veröffentlichte zahlreiche Publikationen zur Klassischen Archäologie und Antikenrezeption.

## Veröffentlichungen (Auswahl)
- mit Gerhard Hiesel: Grabungen in der Unterstadt von Tiryns von 1889-1929 (= Tiryns Bd. 5). Philipp von Zabern, Mainz 1971.
- Aus dem Alltag der Griechen und Römer. Jahresgabe der Hessischen Brandversicherungsanstalt für 1976. Druckerei Gutenberg, Melsungen o. J. (1976).
- Antiken in Kassel. Gutenberg Verlag, Melsungen 1975.
- Antike Münzen. Dierichs, Kassel 1981.
- Antike Bauten in Modell und Zeichnung um 1800. Vollständiger Katalog der Korkmodelle und der Sonderausstellung (= Kataloge der Staatliche Kunstsammlungen Kassel. Nr. 14). Staatliche Kunstsammlungen Kassel, Kassel 1986.
- mit Nina Zimmermann-Elseify: Antike Steinskulpturen und neuzeitliche Nachbildungen in Kassel. Bestandskatalog. Philipp von Zabern, Mainz 2007, ISBN 978-3-8053-3781-6.